# Zweedse parlementsverkiezingen 1952
Hieronder de uitslag van de verkiezingen voor de Zweedse Tweede Kamer (Andra kammaren), gehouden op 21 september 1952.
| Partij                             | Partijleider    | Stemmen   | %       | ± %      | Zetels | ± Zetels |
| ---------------------------------- | --------------- | --------- | ------- | -------- | ------ | -------- |
| Socialdemokraterna (S)             | Tage Erlander   | 1 742 284 | 46,05   | ▼0,08    | 110    | ▼2       |
| Folkpartiet (FP)                   | Bertil Ohlin    | 924 819   | 24,44   | ▲1,69    | 58     | ▲1       |
| Högerpartiet (H)                   | Jarl Hjalmarson | 543 825   | 14,37   | ▲2,03    | 31     | ▲8       |
| Bondeförbundet (Bf)                | Gunnar Hedlund  | 406 183   | 10,74   | ▲ 1,64   | 26     | ▲4       |
| Sveriges Kommunistiska Parti (SKP) | Hilding Hagberg | 244 812   | 4,34    | ▼1,97    | 5      | ▼3       |
| Overig                             | —               | 2 402     | 0,06    | —        | 0      | —        |
| Geldige stemmen                    | —               | 3 783 707 | 100     | —        | —      | —        |
| Totaal                             | Totaal          | 3 801 284 | (79,10) | ▼(3,60 ) | 230    | —        |

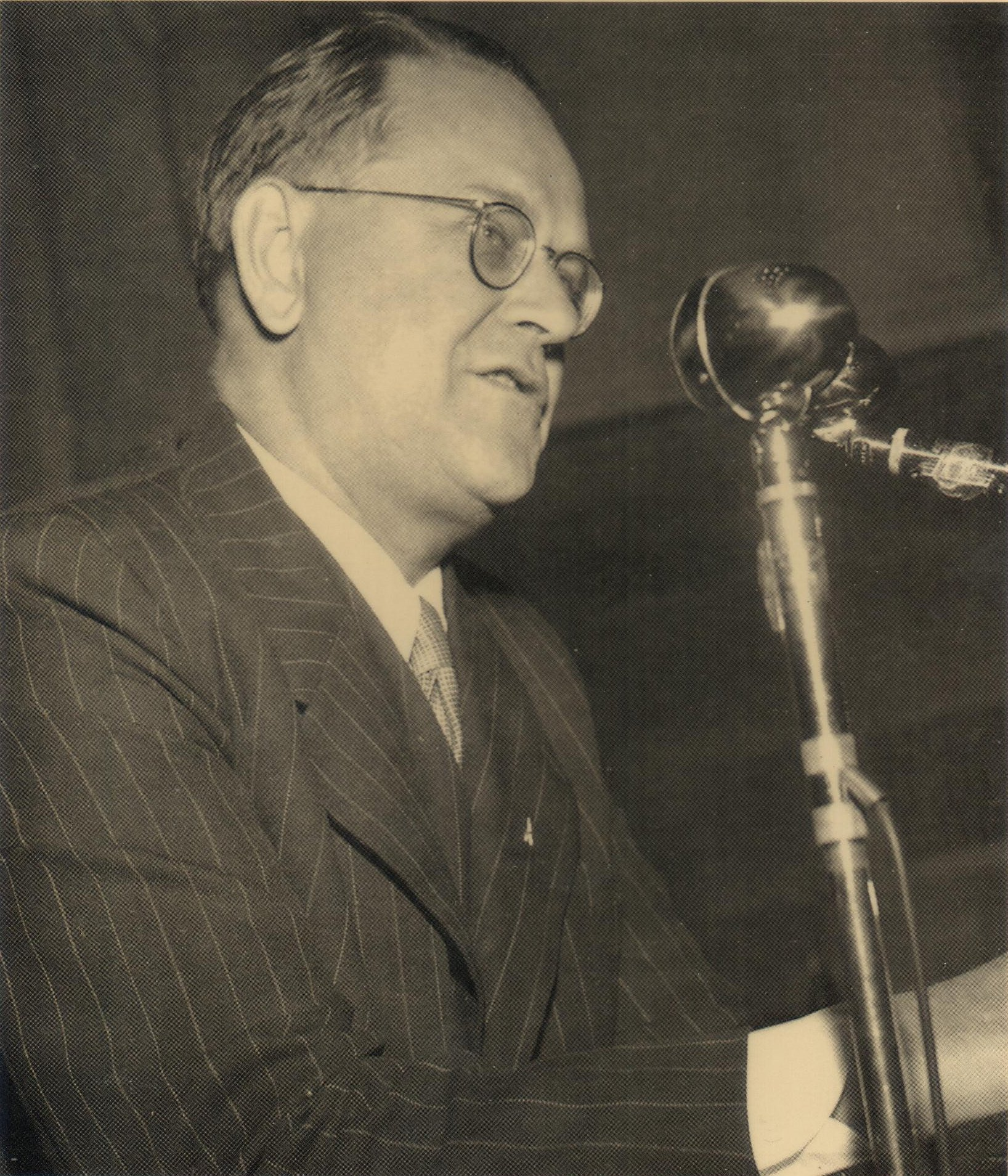
Tage Erlander
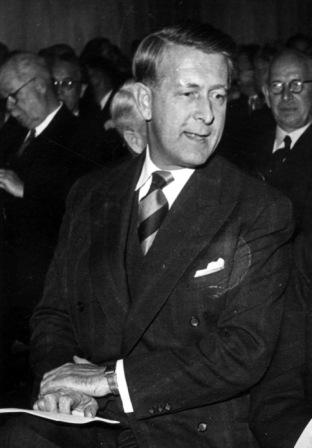
Bertil Ohlin
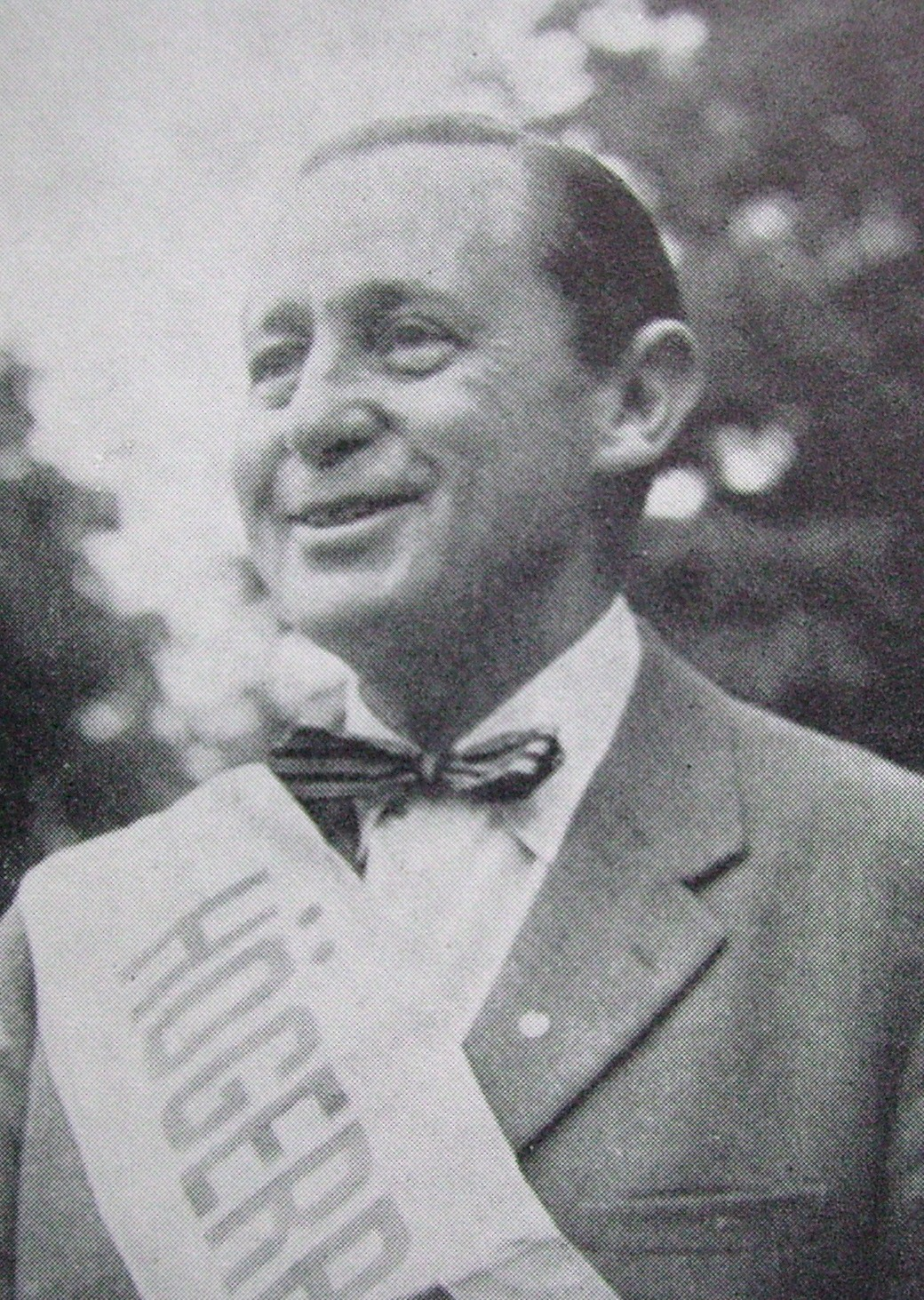
Jarl Hjalmarson
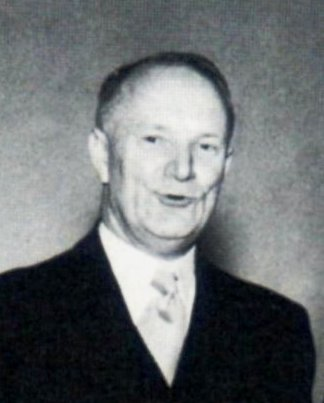
Gunnar Hedlund
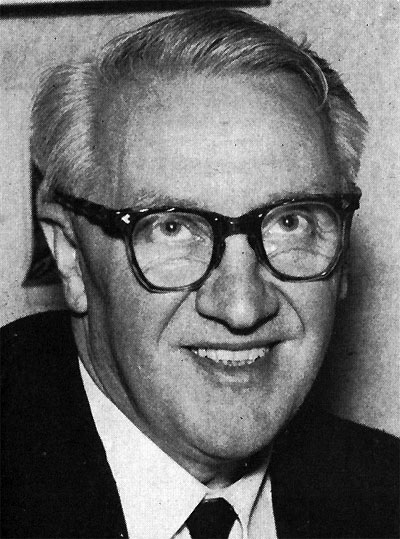
Hilding Hagberg

1911 · 1914 · 1917 · 1920 · 1921 · 1924 · 1928 · 1932 · 1936 · 1940 · 1944 · 1948 · 1952 · 1956 · 1958 · 1960 · 1964 · 1968 · 1970 · 1973 · 1976 · 1979 · 1982 · 1985 · 1988 · 1991 · 1994 · 1998 · 2002 · 2006 · 2010 · 2014 · 2018 · 2022